# Exechiopsis sagittata
Exechiopsis sagittata är en tvåvingeart som beskrevs av Lastovka och Loïc Matile 1974. Exechiopsis sagittata ingår i släktet Exechiopsis och familjen svampmyggor. Arten är reproducerande i Sverige. Inga underarter finns listade i Catalogue of Life.